# Srednogorovo, Stara Zagora
Srednogorovo (în bulgară Средногорово) este un sat în comuna Kazanlăk, regiunea Stara Zagora,  Bulgaria. 

## Demografie
Componența etnică a satului Srednogorovo
     Bulgari (97,65%)
     Nicio identificare (2,34%)
     Altele (0%)
La recensământul din 2011, populația satului Srednogorovo era de 213 locuitori. Din punct de vedere etnic, majoritatea locuitorilor (97,65%) erau bulgari. Pentru 2,34% din locuitori nu este cunoscută apartenența etnică.